# Souimanga chalybée
Cinnyris chalybeus
Espèce
Statut de conservation UICN

 LC  : Préoccupation mineure
Le Souimanga chalybée (Cinnyris chalybeus), également appelé Souimanga bibande ou Souimanga à double collier, est une espèce de passereaux appartenant à la famille des Nectariniidae.
Anciennement placé dans le genre Nectarinia, ce petit passereau vit dans le sud de l'Afrique du Sud. Il est principalement sédentaire mais partiellement migrateur dans le nord-est de son aire de répartition.
Il est commun dans les jardins, les fynbos, les forêts et les broussailles côtières. Il se reproduit d'avril à décembre, selon les régions. Le nid, fermé, de forme ovoïde est construit avec des herbes, des lichens et d'autres matières végétales, liées avec des toiles d'araignées. L'entrée latérale, qui a parfois un porche, est bordée de laine, de plantes et de plumes.

## Description
C'est un oiseau de 12 cm de long. Le mâle adulte a la tête, la partie supérieure de la gorge et le dos d'un vert brillant métallique. Il a une bande rouge vif sur la poitrine, séparée du vert par une étroite bande bleue métallique. Le reste de la face inférieure est blanche. Quand il parade, on peut voir des touffes de plumes jaunes sur ses épaules. Comme les autres Nectariniidae, son bec est long et incurvé. Son bec et ses pattes sont noirs. Son œil est brun foncé. Le mâle se distingue du Souimanga à plastron rouge (Cinnyris afer) qui lui ressemble beaucoup par sa taille plus petite, son étroite bande rouge sur la poitrine et son bec plus court.
Les femelles ont le dos brun et le ventre gris jaunâtre. Les juvéniles ressemblent aux femelles. La femelle a le dessous plus gris que celui de la femelle Souimanga orangé et plus foncé que celui de la femelle Souimanga fuligineux (Cinnyris fuscus).

## Comportement
Il vit généralement isolément ou en petits groupes. Son vol est rapide et direct. Il se nourrit principalement de nectar des fleurs, mais consomme aussi des fruits, et, en particulier, lors de l'alimentation des jeunes, des insectes et des araignées. Il peut attraper le nectar en vol stationnaire comme un oiseau-mouche, mais généralement, il se perche pour se nourrir.